# Francesco Citarelli
Francesco Citarelli (Napoli, 1790 – Napoli, 1871) è stato uno scultore e pittore italiano.

## Biografia

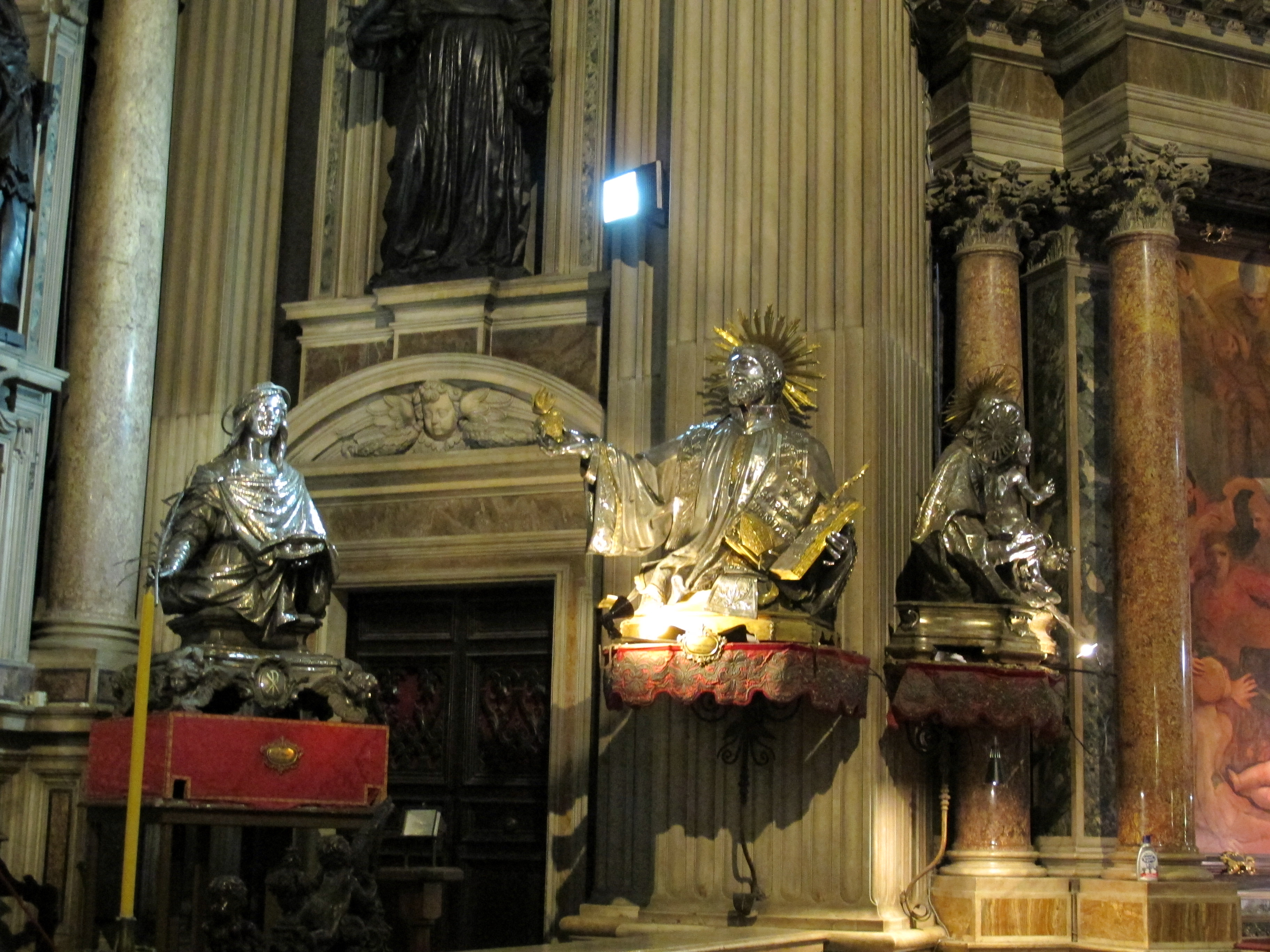
Cappella di San Gennaro, busti argentei dei patroni di Napoli

Allievo dello scultore Francesco Verzella, Francesco Citarelli è considerato l'ultimo rappresentante della tradizione scutorea napoletana che perpetuava lo stile settecentesco, ma rinnovandolo attraverso eleganze classicheggianti. Dal 1806 egli studiò pittura all'Accademia di belle arti di Napoli e nel 1812 ottenne una borsa di studio di perfezionarsi, a Firenze, presso il gabinetto del professor Serantoris che creava pezzi anatomici in cera, ad uso degli studenti delle scuole d'arte. Nel 1824 Citarelli era "preparatore in cera", presso l'Accademia di belle arti di Napoli ed eseguì una serie di modelli, purtroppo distrutti nell'ultima guerra. Nel 1825 realizzò venti pezzi anatomici in cera, per il Museo della Scuola Anatomica, che li possiede. Citarelli rappresenta un raro esempio di "scultore anatomista" che ha studiato ed è stato anche docente presso una Accademia di belle arti.
Dal 1822 ebbe commesse, per opere di pittura e scultura, che realizzò in elegante stile accademico neoclassico. Dipinse tele per la cappella della Concezione al Mercato, edificio poi distrutto, e un cartone per il concorso alla cattedra di Pittura, sul soggetto Giacobbe moribondo benedice i figli, conservato alla Galleria dell'Accademia di belle arti. Nel 1850 vinse il concorso e divenne titolare della cattedra di Pittura dell'Accademia, conservandola fino a maggio 1861.
Nel 1842, insieme ad altri artisti, scolpì rilievi marmorei, con trofei d'armi (su disegno di G. Genovese) e con figure allegoriche, per decorare lo scalone d'onore del palazzo reale di Napoli. Scolpì anche un Cupido, ora al Museo di Capodimonte, in stile tardo neoclassico.
Realizzò anche due statue marmoree, raffiguranti San Giuseppe e San Gennaro, per la Chiesa di Santa Maria di Monteverginella; la statua lignea policroma della Immacolata, per la basilica di Sant'Antonino, a Sorrento; i modelli in cera per le statue in argento di Sant'Anna e di San Biagio, destinate alla Reale cappella del Tesoro di san Gennaro, nel duomo di Napoli, e che furono fuse da M. Pane (1842 e 1856); il gruppo ligneo policromo di San Martino e il povero (1849), per il duomo di Gragnano (Castellammare di Stabia); il gruppo di San Francesco Saverio e i fanciulli, per la Confraternita di Sant' Antonio abate (1852); le porte lignee e figure di Apostoli e di Evangelisti, per la chiesa di Santa Maria di Piedigrotta (1853).
Nella Basilica di Santa Maria della Pazienza, a Napoli in piazza Cesarea, c'è la statua lignea policroma di Francesco Citarelli che raffigura San Raffaele Arcangelo e Tobiolo (1849). Nella Chiesa di Santa Maria Maddalena delle Convertite Spagnole si segnala una Madonna della Cintola. Nella Chiesa di Sant'Anna alle Paludi, è opera sua la statua lignea, in stile neobarocco ottocentesco, della Madonna Addolorata al Fiumicello. Scolpì ancora i due gruppi di San Michele arcangelo, per la chiesa di San Giuseppe dei Ruffi e la Madonna Assunta  di Macchiagodena (Isernia), firmata alla base (1869).
Ideò anche figure lignee per presepe, dalle eleganti forme neoclassiche e dai tratti somatici di chiara tendenza verista. Una Testa di vecchio, a grandezza naturale, esistente in collezione privata napoletana, fu da lui scolpita per un presepe, poi disperso. Un suo complesso presepiale, a grandezza naturale, viene esposto a Natale, nella chiesa dei SS. Severino e Sossio: è composto dai gruppi Natività, pastori adoranti e Re Magi. Altre sue figure presepiali sono al Museo civico di Baranello (Campobasso).
In Abruzzo si conserva una statua di San Francesco e il Bambino, nel museo diocesano di Lanciano, proveniente dalla chiesa di San Francesco. 
In Francavilla Fontana (Brindisi) nell'omonima Chiesa, è presente una statua a trespolo dell'Immacolata.